# Spinifex
Spinifex es un género de plantas herbáceas de la familia de las gramíneas o poáceas. Es originario de Asia oriental y Australia. Comprende 13 especies descritas y de estas, solo 5 aceptadas.

## Taxonomía
El género fue descrito por Carlos Linneo y publicado en Mantissa Plantarum 163, 300. 1771.
latín: spina = (espina) y facere = (hacer), en alusión a las hojas puntiagudas y / o racimos de espiguillas femeninas.
somáticos de 2n = 18. diploide.

## Especies aceptadas
A continuación se brinda un listado de las especies del género Spinifex aceptadas hasta noviembre de 2014, ordenadas alfabéticamente. Para cada una se indica el nombre binomial seguido del autor, abreviado según las convenciones y usos.
- Spinifex × alterniflorus Nees
- Spinifex hirsutus Labill.
- Spinifex littoreus (Burm.f.) Merr.
- Spinifex longifolius R.Br.
- Spinifex sericeus R.Br.